# Kiril Semov
Pour les articles homonymes, voir Semov.
Kiril Semov (en bulgare : Кирил Маринов Семов), né le 23 mai 1930, est un ancien joueur et entraîneur bulgare de basket-ball.